# Biserica de lemn din Aștileu

Biserica de lemn din Aştileu, judeţul Bihor

## Istoric
Construită în a doua jumătate a secolului al 18-lea, demolată de săteni în 1938.